# Coca de Mataró

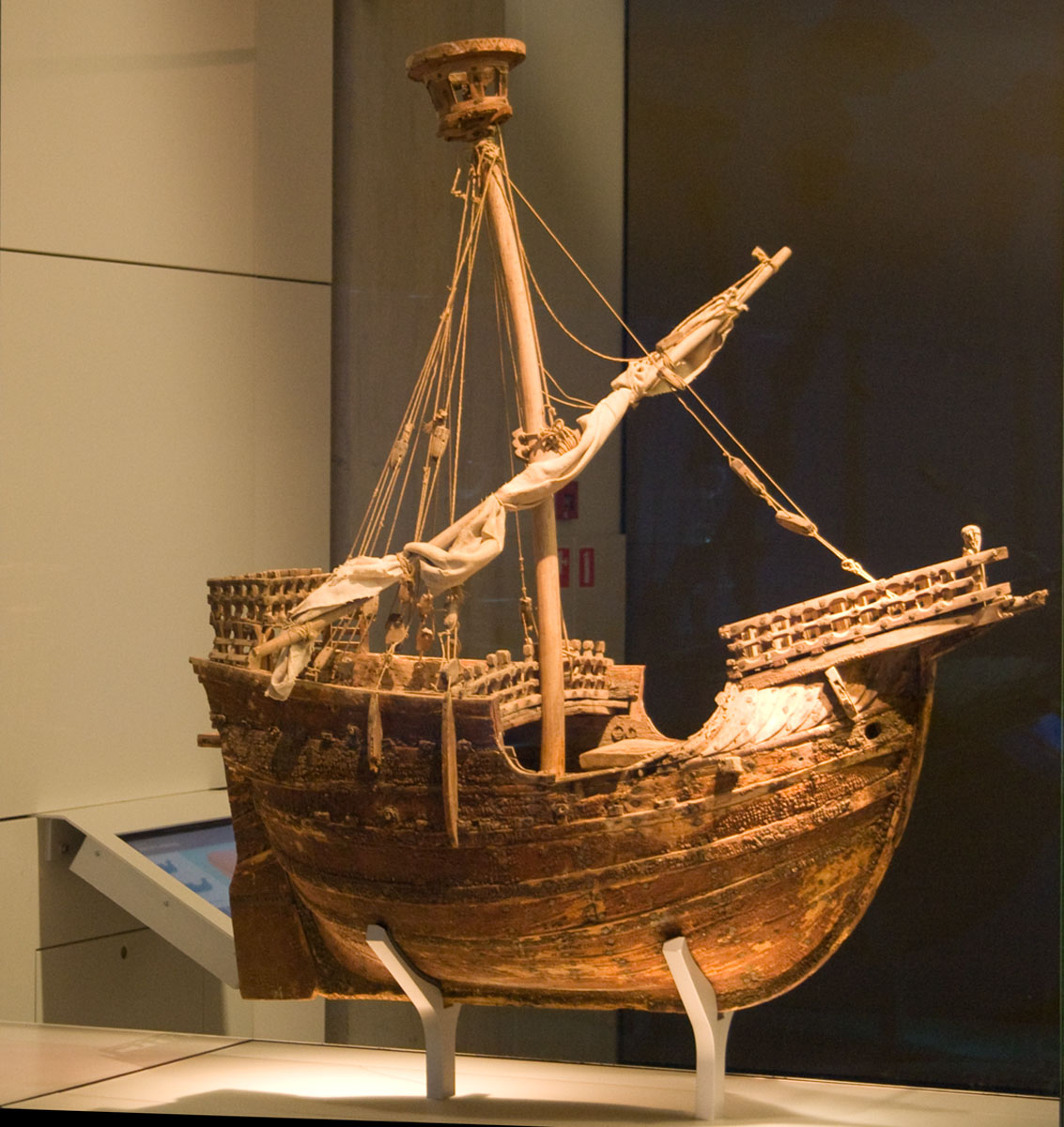
Nau típica medieval catalana: la coca de Mataró, conservada a partir d'un exvot que van donar uns mariners que van sobreviure a una tempesta

La coca de Mataró és un model mariner considerat el més antic d'Europa, construït des de finals del segle xiv a començaments del XV (pels volts de 1400). Aquest tipus de vaixell es va desenvolupar al segle x i se sap que es va usar àmpliament del segle xii al segle xiv.
Quan es compara el seu mètode de construcció amb el de l'estudi dels plànols de la Santa Maria fet per José María Martínez-Hidalgo, destaca que només es diferencien per les proporcions. Els sistemes de construcció emprats pels mestres d'aixa són idèntics en ambdós vaixells, és a dir, que es pot veure perfectament el pas de la coca a la caravel·la.
Tanmateix, Robert Gardiner en el seu llibre Cogs, Caravels, and Galleons: The Sailing Ship 1000-1650 (Conway's History of the Ship), dona una referència molt interessant sobre una caravel·la de nom Santa Maria de 135 tones registrada a Barcelona en un viatge a Barbaria el 1455.
Hom creu que originàriament va trobar-se a l'ermita de Sant Simó de Mataró; va tenir diferents propietaris fins a arribar al seu actual destí. Avui es conserva (en dipòsit) al Maritiem Museum Prins Hendrik de Rotterdam.

## Descripció
La coca de Mataró tenia el timó de codast, i se la considera d'influència atlàntica, ja que és molt semblant a una coca que es va descobrir enfonsada a Bremen i es conserva al Museu Marítim alemany a Bremerhaven, de les que s'utilitzaven per al transport de mercaderies i tropes principalment per part d'anglesos i normands, des del segle xii fins a principis del XIV. Apareixen a la Mediterrània al segle xiii.
Aquesta embarcació incloïa una tripulació de cent a cent cinquanta mariners. L'aparell era rodó i es calcula que tenia un sol arbre. Tenia una sola coberta principal amb dues més de secundàries als dos castells (a proa i a popa). Al cim de l'arbre major hi havia la gàbia per al vigia.

## Història
La teoria més estesa és que es trobava a l'ermita de Sant Simó de Mataró, on es va guardar fins al 1928, fins que aparegué al mercat d'antiguitats de Múnic. El 1929, va ser subhastada als Estats Units i la va adquirir un antiquari alemany que la va fer arribar a les mans d'un conegut milionari neerlandès que, finalment, la va deixar en dipòsit al Maritiem Museum Prins Hendrik de Rotterdam, on es conserva actualment.
Segons Josep Maria Pons i Guri, la coca seria originària de Calella, però el seu nom va ser substituït pel més important de Mataró. Representa una nau de comerç medieval que s'identifica amb la coca del mar del Nord.